# Партер (парк)

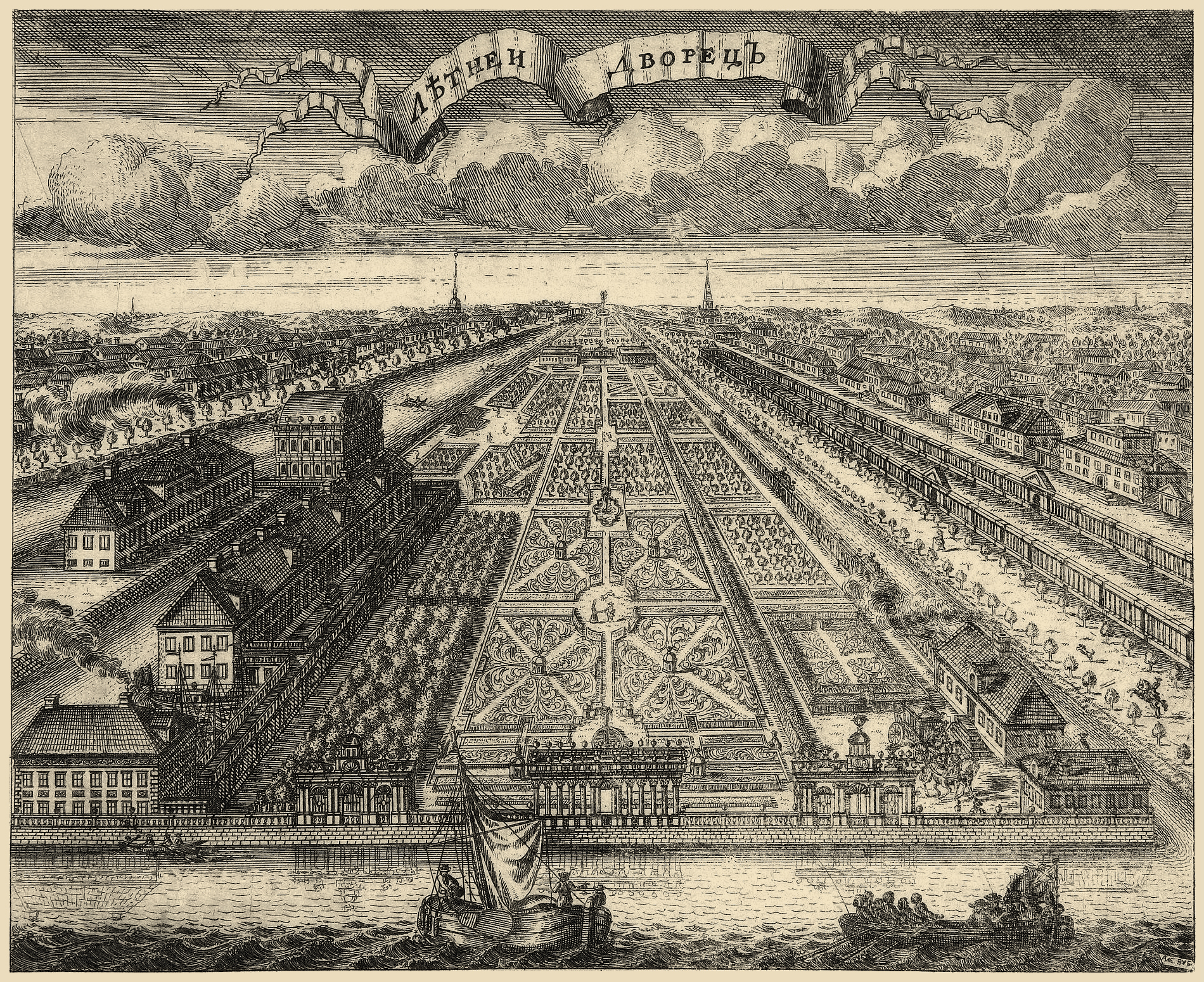
Летний сад в Санкт-Петербурге

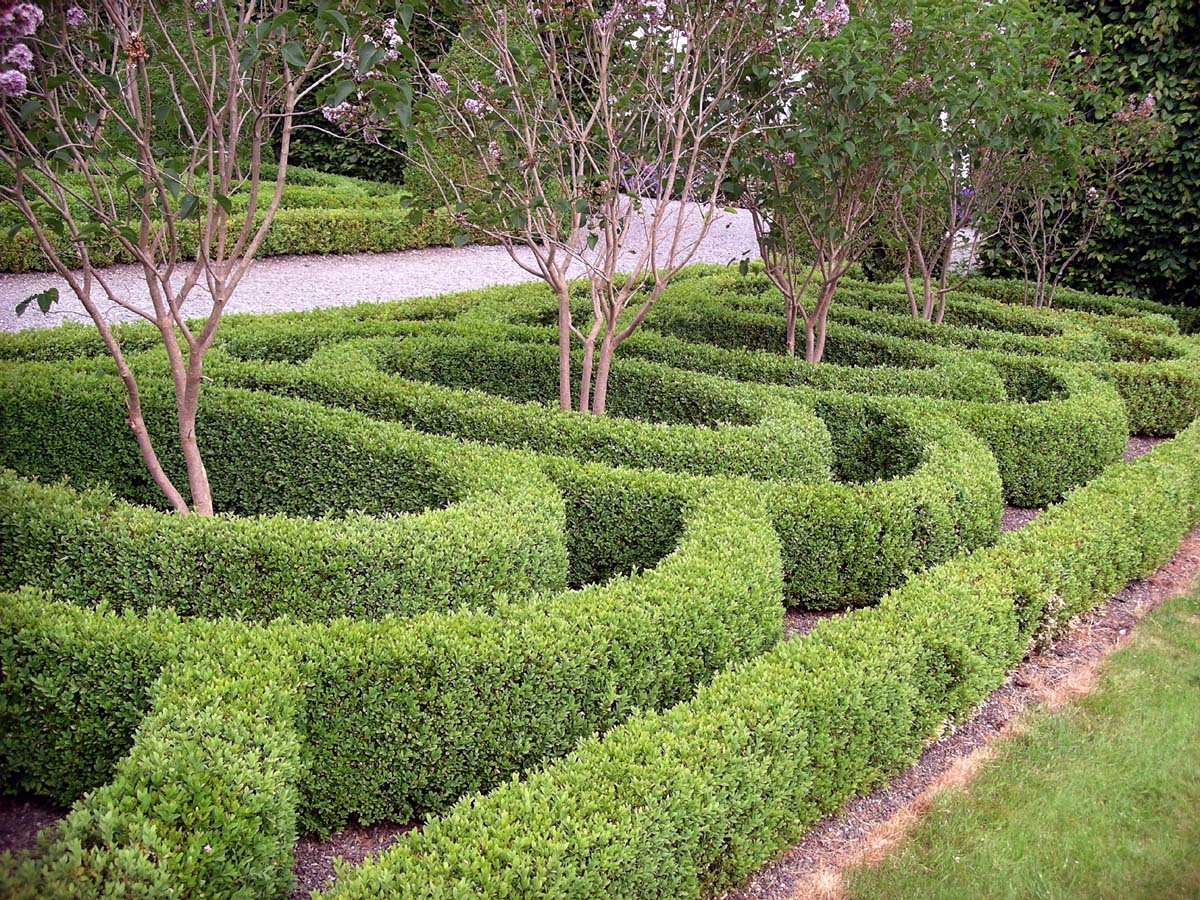
Современный партер в замке Бирр, Ирландия

Па́рковый парте́р или просто парте́р (фр. parterre — на земле) — элемент ландшафтной архитектуры, открытая часть садового или паркового комплекса, которая расположена на плоском участке местности. Как правило, партер разбивается у крупных архитектурных объектов (дворцов, главных зданий, монументальных сооружений, памятников и т. п.), его оформление выдерживается в парадном стиле с соблюдением строгих линий и форм. Территория под парковый партер тщательно выравнивается, на ней обустраивается подстилающий дренирующий слой, грунт подвергается послойному трамбованию.
В регулярном парке партер — участки правильной формы, в пейзажном — в виде лужаек с газонами, цветниками, водоёмами, бордюрами из кустарника; часто украшается скульптурой, фонтанами. Отличается от более ранней, средневековой формы сада-узла (узлового сада), характерного для Англии и Шотландии.
Партеры, разделённые на участки правильной формы, характерны для регулярных парков XVII—XVIII веков; в дворцово-парковых ансамблях Западной Европы и России они достигли расцвета в XVIII веке и представляли собой неотъемлемую часть декоративной композиции.